# Бернхардт, Артур Энрике
Артур Энрике Бернхардт или Артуро (порт. Arthuro Henrique Bernhardt, 27 августа 1982, Флорианополис) — бразильский футболист итальяно-немецкого происхождения, нападающий. Также имеет итальянское гражданство.

## Карьера
Бернхардт начинал играть за молодёжную команду немецкого «Гамбурга». Но первый профессиональный контракт он подписал с малоизвестным бразильским клубом «Крисиума» в 1999 году. Уже в следующем году, в свои 18 лет Артур Энрике снова поехал в Европу в футбольный клуб «Мидлсбро». За три года в Англии Бернхардт так ни разу и не вышел в основном составе.
В 2003 году он перебрался в испанский «Расинг», где также не сумел пробиться в основу, сыграв несколько матчей за дубль в третьем дивизионе. В течение следующих лет он играл в «Спортинге» из Хихона, «Алавес» и на правах аренды в «Кордове».
В 2008 году Бернхардт подписал контракт с румынской «Стяуа», но уже в январе следующего года игрок перешёл в российский «Терек». В мае Бернхардта вернулся в Бразилию — нападающего продали во «Фламенго», но ещё до конца года он подписал контракт с «Сельтой». В январе 2010 контракт был расторгнут по обоюдному согласию сторон по причине плохого качества игры форварда и невозможности адаптироваться в городе. Почти сразу футболист подписал контракт с клубом «Аль-Зафра» из ОАЭ.
Чуть позже в 2010 году Бернхардт перебрался в «Униан Лейрия», но и там не задержался, отправившись в Бразилию в клуб «Аваи». Здесь он провел всего несколько матчей и снова поменял команду. Новым клубом форварда стал малайзийский «Джохор». В 2013 году футболист подписал контракт с бразильским «Пелотас», но вновь не сумел продержаться в команде более одного сезона. Чуть позже Артуро перешёл в португальский «Униан Мадейра».